# Giuliano di Cuenca
Giuliano di Cuenca, al secolo Julián ben Tauro (Burgos, 1128 – Cuenca, 28 gennaio 1208), secondo vescovo di Cuenca (1198-1208), è stato dottore in teologia e filosofia presso l'università di Palencia dove fu anche docente.

## Vita
Nato da una famiglia nobile di Burgos, secondo tradizione, o secondo la storia moderna, figlio di un mozárabes di Toledo con il nome di Julián ben Tauro (Julián figlio di Tauro),
Fu nominato professore dell'Università di Palencia a soli 24 anni, carriera che abbandono all'età di 35 anni e si ritirò nella città natale per prepararsi in tre anni al suo sacerdozio.
Dopo 20 anni di missionario nella zona di Cordoba, fu nominato arcidiacono della cattedrale di Toledo. Nel 1198 fu obbligato dal Re Alfonso VIII ad accettare la sua nomina come secondo vescovo della diocesi di Cuenca, carica che occupò fino alla sua morte.

## Culto
Viene celebrato il 28 gennaio, come patrono dell'omonima città di Cuenca.
Dal Martirologio Romano: "A Cuenca nella Nuova Castiglia in Spagna, San Giuliano, vescovo, che, secondo presule dopo la liberazione della città dai Mori, diede lustro alla Chiesa, donandone i beni ai poveri e procurandosi il vitto quotidiano con il lavoro delle proprie mani".
Fu sepolto nella Cattedrale di Santa Maria e San Giuliano di Cuenca (all'epoca in corso di costruzione e non ancora intitolata) e dopo la sua canonizzazione i suoi resti furono traslati in una teca d'argento posta sull'altare della cappella a lui intitolata dentro la Cattedrale cittadina, dove è venerato.
All'inizio della guerra civile del 1936, la sua tomba venne profanata da miliziani repubblicani e i suoi resti bruciati.
Le reliquie vennero autenticate e ricomposte in seguito, dal primo vescovo della città nel periodo dopo la guerra civile, Inocencio Rodríguez Díez, che coprì la carica dal 1943 al 1973

## Genealogia episcopale
La genealogia episcopale è:
- Cardinale Ottaviano Poli dei conti di Segni
- Papa Celestino III
- Arcivescovo Martín López de Pisuerga
- Vescovo Giuliano di Cuenca